# Xarxa Telemàtica Educativa de Catalunya
La Xarxa Telemàtica Educativa de Catalunya (XTEC) és una xarxa telemàtica pública, al servei dels centres docents de primària i secundària de Catalunya. Proposa tota una sèrie d'eines telemàtiques: servei d'allotjament de fitxers, blogs interactius, correu electrònic, informació oficial, recursos pedagògics, formació permanent del professorat, informació i jocs pedagògics per als alumnes. De més, allotja llocs web de professors i centres docents.
La seva creació va ser decidit el 1988 i una primera versió es va posar en funcionament l'any 1989, en el marc de les actuacions del Programa d'Informàtica Educativa, amb serveis de missatgeria electrònica, noticiari educatiu, accés a bases de dades i teledebats. Des del 1995 és un servei en línia, utilitzat pel professorat, els alumnes, els centres docents, els serveis educatius i altres estaments relacionats amb l'ensenyament. Va ser una de les primeres adreces a registrar el domini .cat, al febrer del 2006.

## Per als professors
Als professors presenta una sèrie d'apartats interactius als quals poden compartir informacions i dubtes i així poder-se ajudar els uns als altres. També hi ha blogs o pàgines web d'algunes escoles on es publiquen les activitats i l'evolució del curs, els projectes i altres actes d'interès recent. Hi ha un apartat que recull l'oferta de programes de formació, activitats i recursos organitzats segons el pla marc de formació permanent en diferents àmbits com són l'escola inclusiva, tecnologies de l'aprenentatge i el coneixement, llengües estrangeres, desenvolupament professional, entre d'altres.
La xarxa serveix de mediadora per a fer tràmits administratius per als docents, com per exemple:
- Inscripció a cursos de formació
- Consulta de certificats sobre les formacions pertinents de cada docent
- Preinscripció, admissió i tramitació de vacants per als centres docents
- Correu electrònic
- Enllaços a portals parents, com el Sistema d'Administració i Gestió Acadèmica (SAGA), una web per a poder posar notes, gestionar matrícules, o Època per a consultar la nòmina

## Per als alumnes
L'apartat d'educació infantil, per exemple, dona un seguit de jocs de diferents temàtiques per tal que els nens puguin portar a la pràctica allò que anteriorment ja han treballat a l'aula. Per als més grans hi ha diferents notícies d'actualitat per tal que puguin anar prenent consciència del que va passant al seu entorn.